# Aciurina semilucida
Aciurina semilucida är en tvåvingeart som först beskrevs av Bates 1935.  Aciurina semilucida ingår i släktet Aciurina och familjen borrflugor. Inga underarter finns listade i Catalogue of Life.